# Kuća na Trgu sv. Mihovila 1 u Omišu
Kuća u gradiću Omišu, adresa Trg sv. Mihovila 1, predstavlja zaštićeno kulturno dobro.

## Opis dobra
Kuća se nalazi na zapadnoj strani trga, sastoji se od prizemlja i dva kata. Istočna strana prati uspon terena. Kuća je građena od neobrađenog kamena slaganog u pravilnim redovima. Krov je dvostrešan s luminarom i pokrovom od kupe kanalice. Građena je u XIX. stoljeću i nema stilskih odlika osim očuvanog renesansnog prozora iz XVI. stoljeća.

## Zaštita
Pod oznakom Z-5460 zavedena je pod vrstom "nepokretno kulturno dobro - pojedinačno", pravna statusa zaštićena kulturnog dobra, klasificirano kao "stambene građevine".